# アバンチュールはパリで
『アバンチュールはパリで』（原題：밤과 낮、英題：Night and Day）は、ホン・サンス監督による2008年公開の韓国映画。第58回ベルリン国際映画祭に出品された。

## あらすじ
パリに来た画家のソンナム（キム・ヨンホ）は、元恋人のミンソン（キム・ユジン）と偶然に再会する。ミンソンはしきりにソンナムを誘惑してくるが、ソンナムはそれを避けようとしている。
宿主（キ・ジュボン）の紹介によって、ソンナムは画学生のヒョンジュ（ソ・ミンジョン）と知り合う。どうやらヒョンジュはソンナムに興味を持っているようだが、ソンナムはヒョンジュの友人であるユジョン（パク・ウネ）に一目惚れしてしまう。最初はソンナムを相手にしなかったユジョンだが、デートを重ねるうち、ふたりの心は近づいていく。

## キャスト
- キム・ヨンホ
- パク・ウネ
- ファン・スジョン
- イ・ソンギュン
- キ・ジュボン
- ソ・ミンジョン
- キム・ユジン
- チョン・ジヘ

## 発表
2008年2月12日、第58回ベルリン国際映画祭コンペティション部門にて上映された。

## 評価
Metacriticでは5件のレヴューで73点を獲得した。Rotten Tomatoesでは13件のレヴューで92%を獲得した。